# Liste der Flaggen im Kreis Kleve
Diese Liste beinhaltet alle in der Wikipedia gelisteten Flaggen im Kreis Kleve in Nordrhein-Westfalen.
| Der Kreis Kleve in Nordrhein-Westfalen |  | Der Kreis Kleve führt offiziell keine Flagge. Der Kreis Kleve führt folgendes Wappen: „Es zeigt im gespaltenen Schild vorn in Rot einen silbernen (weißen) Herzschild, das Feld überdeckt von einer goldenen (gelben), achtstrahligen Lilienhaspel; hinten in Blau einen zweigeschwänzten, rot bewehrten und bezungten goldenen (gelben) Löwen.“ |

## Städte und Gemeinden
| Stadt oder Gemeinde     | Hissflagge                             | Banner | Kommentare |
| ----------------------- | -------------------------------------- | ------ | --- |
| Gemeinde Bedburg-Hau    | laut Hauptsatzung keine Hissflagge     |        | Der Regierungspräsident in Düsseldorf hat mit Urkunde vom 13.3.1975 der Gemeinde Bedburg-Hau die Genehmigung zur Führung eines Wappens, eines Dienstsiegels und eines Banners erteilt. Wappenbeschreibung: Geteilt; oben in Blau ein schwebendes goldenes (gelbes) Antoniuskreuz; unten in Gold (Gelb) eine fünfschenklige rote Lilienhaspel, belegt mit einem silbernen (weißen) Mühlstein. Bannerbeschreibung: Blau-Gelb im Verhältnis 1:1 quergestreift; oben in Blau ein schwebendes gelbes Antoniuskreuz, unten in Gelb eine fünfschenklige rote Lilienhaspel, belegt mit einem weißen Mühlstein. |
| Stadt Emmerich am Rhein |                                        |        | Die Stadt führt ein redendes Wappen, das schon auf städtischen Siegeln des 14. Jahrhunderts vorkommt, seit dem Mittelalter. Emmerich erhielt 1233 durch Graf Otto von Geldern Stadtrecht. In Emmerich stehen Wappen und Siegel nebeneinander. Wappenbeschreibung: Das Wappen ist ein im roten Wappenschild stehender gehenkelter weißer Eimer. Flaggenbeschreibung: Bei einer Hissflagge ist der obere Teil der Flagge rot und der untere Teil weiß. In der Mitte steht das Wappen in rot mit dem stehenden gehenkelten weißen Eimer. Bannerbeschreibung: Die Flagge der Stadt (als Banner) ist in Längsrichtung in den Farben rot (links) und weiß (rechts) geteilt. |
| Stadt Geldern           | laut Hauptsatzung keine Hissflagge     |        | Wappen, Flagge (Banner) und Siegel, die auf historische Vorbilder zurückgehen, wurden in ihrer jetzigen Form durch Urkunde des Regierungspräsidenten in Düsseldorf vom 8. April 1971 verliehen. Wappenbeschreibung: Das Wappen zeigt im blauen Schild einen rotgekrönten und -bewehrten doppelgeschwänzten goldenen (gelben) Löwen, unten begleitet von drei silbernen (weißen) Mispelblüten. Bannerbeschreibung: Das Banner ist blau-gelb-rot im Verhältnis 1:2:1 längsgestreift, im Bannerhaupt ohne Schild das Wappen der Stadt. |
| Stadt Goch              | laut Hauptsatzung keine Hissflagge     |        | Die Stadt Goch besitzt seit dem 13. Jahrhundert die Stadtrechte. Die Stadt Goch führt ein Wappen, eine Flagge (Banner) und ein Dienstsiegel. Das Wappen in der jetzigen Form wurde 1970 vom Regierungspräsidenten in Düsseldorf verliehen. Es basiert auf einem Stadtsiegel aus dem 13. Jahrhundert. Wappenbeschreibung: Das Wappen zeigt in von Blau und Gold (Gelb) erniedrigt geteiltem Schilde oben einen wachsenden, rot gekrönten und rot bewehrten, zwiegeschwänzten goldenen (gelben) Löwen, unten eine fünfblättrige rote Mispelblüte mit goldenem (gelbem) Butzen und goldenen (gelben) Kelchblättern. Bannerbeschreibung: Die Flagge (Banner) ist im Verhältnis 1:1 längsgestreift und trägt die Farben blau-gelb. Das weiße Bannerhaupt zeigt das Wappen. |
| Gemeinde Issum          | laut Hauptsatzung keine Hissflagge     |        | Der Gemeinde Issum ist mit Urkunde des Regierungspräsidenten in Düsseldorf vom 27. Juni 1973 das Recht zur Führung eines Wappens, eines Dienstsiegels und eines Banners verliehen worden. Wappenbeschreibung: Geteilt; oben in Silber (weiß) ein wachsender roter Hirsch; unten in Rot eine silberne (weiße) Mispelblüte zwischen drei, 2:1 gestellten, mit den Schäften zur Mispelblüte weisenden silbernen (weißen) Antoniuskreuzen. Bannerbeschreibung: Rot-Weiß-Rot im Verhältnis 1:5:1 längsgestreift mit dem etwas über die Mitte nach oben verschobenen Gemeindewappen. |
| Stadt Kalkar            | Stadtfarben Version mit Wappen         |        | Die Stadt Kalkar führt ein Wappen, ein Siegel und eine Flagge. Wappenbeschreibung: Das Wappen der Stadt zeigt auf rotem Grund einen leeren silbernen Herzschild zwischen drei (2:1 gestellten) goldenen Zinnentürmen. Flaggenbeschreibung: Die Stadtfarben sind rot-weiß. Die Flagge der Stadt besteht aus zwei gleich breiten Querstreifen, oben rot, unten weiß. Die Flagge kann das Wappen der Stadt enthalten. |
| Gemeinde Kerken         |                                        |        | Die Gemeinde Kerken führt mit Genehmigung des Regierungspräsidenten Düsseldorf vom 16. November 1971 und 4. Februar 1972 ein eigenes Wappen, ein eigenes Dienstsiegel, ein eigenes Banner und eine eigene Flagge. Wappenbeschreibung: Von Rot und Silber (Weiß) gespalten. Vorn über einer silbernen (weißen) Rose in Rot eine silberne (weiße) Kirche mit stumpfem Helm, hinten in Silber (Weiß) eine rote Kirche mit spitzem Helm, darunter eine rote Rose. Flaggenbeschreibung: Weiß-Rot quergestreift im Verhältnis 1:1 mit dem Gemeindewappen etwas nach der Stange hin verschoben. Bannerbeschreibung: Weiß-Rot längsgestreift im Verhältnis 1:1 mit dem Gemeindewappen in der oberen Hälfte. |
| Stadt Kevelaer          |                                        |        | Der Stadt Kevelaer ist mit Urkunde vom Regierungspräsidenten in Düsseldorf vom 19. November 1973 das Recht zur Führung eines Wappens, eines Dienstsiegels und einer Flagge verliehen worden. Wappenbeschreibung: Geteilt; oben in Blau eine goldene (gelbe) Mispelblüte mit roten Butzen und roten Kelchblättern; unten in Gold (Gelb) eine rote Lilie. Flaggenbeschreibung: Als Banner und Hissflagge: Von Blau nach Gold (Gelb) geteilt; die heraldischen Embleme, wie beschrieben, jedoch ohne Schild freistehend. |
| Stadt Kleve             | Version mit Wappen Version ohne Wappen |        | Die Stadt Kleve führt ein Wappen, ein Siegel und eine Flagge. Wappenbeschreibung: In Rot ein silberner Herzschild, begleitet von drei (2:1) goldenen Kleeblättern. Flaggenbeschreibung: Die Flagge der Stadt Kleve zeigt die Farben rot und weiß. Sie kann das Stadtwappen enthalten. |
| Gemeinde Kranenburg     | laut Hauptsatzung keine Hissflagge     |        | Der Gemeinde Kranenburg ist mit Urkunde des Regierungspräsidenten in Düsseldorf vom 28. Juli 1972 die Führung eines Wappens, eines Dienstsiegels und Banners genehmigt worden. Wappenbeschreibung: In Rot ein goldener (gelber) Zinnenturm, links und rechts flankiert von einer ansteigenden gleichfarbigen Zinnenmauer, auf der je ein dem Turm zugewendeter und ihn mit einem Bein berührender silberner (weißer) Kranich steht. Bannerbeschreibung: Rot-gelb im Verhältnis 1:1 längsgestreift mit dem Gemeindewappen ohne Schild im Bannerhaupt. |
| Stadt Rees              |                                        |        | Die Stadt Rees führt ein Wappen, ein Dienstsiegel und eine eigene Flagge. Wappenbeschreibung: Das Wappen entspricht dem Wappen der alten Stadt Rees, die Stadtrechte seit dem 14. Juli 1228 besitzt. In Rot ein silberner (weißer) Schlüssel, dessen Bart nach rechts zeigt. Flaggenbeschreibung: Die Flagge der Stadt Rees zeigt die Farben rot-weiß-rot mit dem Stadtschild. Die korrekte Beschreibung muss lauten: „Von Rot zu Weiß zu Rot im Verhältnis 1 : 8 : 1 quergestreift, in der Mitte der weißen Bahn der Wappenschild der Stadt.“ Bannerbeschreibung: Rot-Weiß-Rot im Verhältnis 1:8:1 längsgestreift mit dem Wappen oberhalb der Mitte. |
| Gemeinde Rheurdt        | laut Hauptsatzung keine Hissflagge     |        | Der Gemeinde Rheurdt wurde mit Urkunde des Regierungspräsidenten in Düsseldorf vom 11. August 1970 die Genehmigung zur Führung eines Wappens, eines Siegels und eines Banners erteilt. Wappenbeschreibung: In Blau im Visier ein silberner (weißer) Hirschkopf mit schwebendem goldenen (gelben) Kreuz zwischen dem Geweih, im Schildhaupt balkenweis drei goldene Äpfel. Bannerbeschreibung: Im Verhältnis 1:2:1 blau-gold (gelb) - blau längs gestreift, im oberen Drittel in Blau freistehend ein silberner (weißer) Hirschkopf im Visier mit schwebendem goldenen (gelben) Kreuz zwischen dem Geweih, darüber balkenweis drei goldene (gelbe) Äpfel. Die Farben der Gemeinde sind blau und gold (gelb). |
| Stadt Straelen          |                                        |        | Der Stadt Straelen ist mit Urkunde des Regierungspräsidenten in Düsseldorf vom 06. August 1971 das Recht zur Führung eines Wappens und einer Flagge verliehen worden. Wappenbeschreibung: In Silber (Weiß) ein steigender schwarzer Strahl (Pfeil). Flaggenbeschreibung: Schwarz-weiß-grün im Verhältnis 1:2:1 längsgestreift mit dem Strahl(Pfeil) in der Mitte der vorderen Hälfte. Bannerbeschreibung: Schwarz-weiß-grün im Verhältnis 1:2:1 längsgestreift mit dem Strahl (Pfeil) etwas über die Mitte nach oben verschoben. |
| Gemeinde Uedem          |                                        |        | Der Gemeinde ist mit Urkunde des Regierungspräsidenten in Düsseldorf vom 30. Oktober 1971 das Recht zur Führung eines Wappens, eines Dienstsiegels, eines Banners und einer Flagge verliehen worden. Wappenbeschreibung: In Rot die silberne (weiße) Torburg mit drei Türmen, deren mittlerer breiter und höher ist als die begleitenden Seitentürme. Auf den Dächern goldene (gelbe) Knäufe, im offenen Tor goldenes (gelbes) Fallgitter. An der Stirnseite des Mittelturms das Klever Landeswappen mit seiner Helmzier (rotes gold (gelb) - gekröntes Stierhaupt) mit seinen rot-weißen Helmdecken. Flaggenbeschreibung: Rot-weiß-rot quergestreift. Das Verhältnis der Breiten ist 1:3:1. Das Gemeindewappen ist im Mittelstreifen zur Stange hin verschoben. Bannerbeschreibung: Rot-weiß-rot längsgestreift. Das Verhältnis der Breiten ist 1:3:1. Das Gemeindewappen ist in der oberen Hälfte des Mittelstreifens zur Stange hin etwas verschoben. |
| Gemeinde Wachtendonk    |                                        |        | Der Gemeinde ist mit Urkunde des Regierungspräsidenten in Düsseldorf vom 30.10.1971 das Recht zur Führung eines Wappens verliehen worden. Der Gemeinde ist ferner mit Urkunde des Regierungspräsidenten in Düsseldorf vom 30.10.1971/07.06.1972 das Recht zur Führung einer Flagge verliehen worden. Wappenbeschreibung: Im goldenen (gelben) Feld ein aus dem unteren Schildrand wachsender zweigeschossiger roter Turm, wobei das untere Geschoss mit sechs, das obere Geschoss mit vier Zinnen versehen ist. Darüber schwebt eine rote Lilie. Flaggenbeschreibung: Rot-Gold-Rot im Verhältnis 1:3,5:1 längsgestreift (d. h. entlang der längeren Seitenlinie) mit dem Gemeindewappen etwas zur Stange hin verschoben. Bannerbeschreibung: Rot-Gold-Rot im Verhältnis 1:3,5:1 längsgestreift mit dem Gemeindewappen etwas oberhalb der Mitte. |
| Gemeinde Weeze          |                                        |        | Der Gemeinde ist mit Urkunde des Preußischen Staatsministeriums vom 26. April 1928 das Recht verliehen worden, ein Wappen und eine Flagge zu führen. Wappenbeschreibung: Im Wappenschild der Gemeinde nimmt die Gestalt des Ortspatrons St. Cyriakus mit Buch und Palme die linke Hälfte auf blauem Hintergrund ein. Die obere rechte Hälfte zeigt einen Drachenkopf auf goldenem Grund, die untere rechte Hälfte auf weißem Grund einen Zweig mit 5 Rosen und Blättern. Der Zweig und die Blätter sind in Grün, die Rosen in Rot dargestellt. Flaggen- und Bannerbeschreibung: Die Gemeinde führt in ihrer Flagge die Farben Weiß-Blau-Gold. Auf der Gemeindeflagge befindet sich das Wappen der Gemeinde. |